# Randaberg
Randaberg es un municipio de la provincia de Rogaland, Noruega, situado justo al norte de Stavanger. Randaberg se separó de Hetland el 1 de julio de 1922. La parte más septentrional de la conurbación de Stavanger/Sandnes se encuentra en Randaberg.

## Nombre
El nombre del municipio —originalmente una parroquia— corresponde a la denominación de la antigua granja Randaberg (en nórdico antiguo: Randaberg), ya que la primera iglesia fue construida allí.
El primer elemento es el caso genitivo plural de Rond que significa «borde» o «punto» y el último elemento es berg, que significa «montaña» (topónimo muy usual en Noruega, dada la abrupta topografía del país). Sin embargo, el significado de berg también podría ser «roca», o «precipicio».

## Escudo de armas
El escudo de armas data de tiempos modernos. Se les concedió el 26 de junio de 1981. Los brazos muestran catorce monedas de plata en un campo azul. Los brazos están Canting en parte ya que el nombre se deriva de rond que significa "borde" y las monedas se coloca alrededor del escudo. Las monedas simbolizan las piedras en forma de bola que se encuentran en grandes cantidades en la playa en Randaberg.

## Historia
Algunos de los primeros habitantes de Noruega se establecieron aquí, y se cree que las primeras personas llegaron aquí hace unos 12 000 años. Se cree que Svarthola (nombre local: Vistehålå) fue el principal refugio para un grupo de 25 personas, de alrededor del año 6000 a. C. Estas personas fueron principalmente recolectores y cazadores, aunque alrededor del año 4000 a. C. también comenzaron a practicar la agricultura. Desde alrededor de 2000 a. C., su actividad principal ya era la agricultura.

## Economía
Randaberg sigue siendo una comunidad agrícola activa, y produce más del 80 % de perejil de Noruega. Las primeras patatas de cada año se cultivan aquí, y se dan a la familia real de Noruega. Sin embargo, hay tres barrios donde vive la mayoría de la gente: Sentrum (310 casas), Viste Hageby (315 casas), y Grødem (135 casas).

## Atracciones

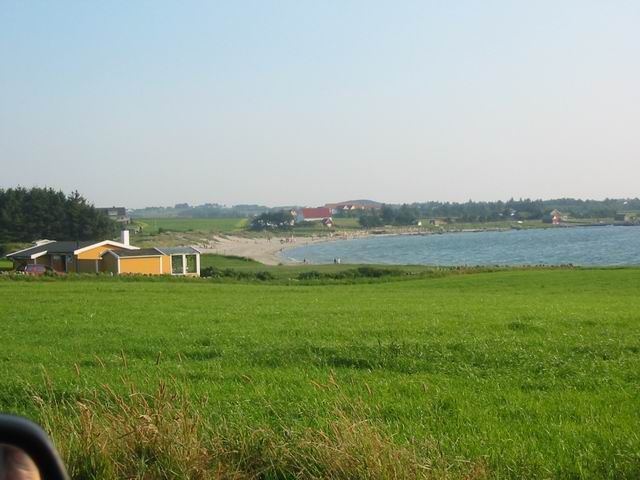
Sandestraen

Las playas de Randaberg son muy populares durante el verano, y entre ellas se encuentran las mejores del área alrededor de Stavanger. Esto incluye Sandestraen y Vistestraen. Hålandsvannet, un pequeño lago, es también un lugar popular para hacer natación.